# Platygyra
Platygyra is een geslacht van steenkoralen uit de familie Merulinidae.

## Soorten
- Platygyra acuta Veron, 2000
- Platygyra carnosa Veron, 2000
- Platygyra contorta Veron, 1990
- Platygyra crosslandi Matthai, 1928
- Platygyra daedalea Ellis & Solander, 1786
- Platygyra lamellina Ehrenberg, 1834
- Platygyra pini Chevalier, 1975
- Platygyra ryukyuensis Yabe & Sugiyama, 1935
- Platygyra sinensis Milne Edwards & Haime, 1849
- Platygyra verweyi Wijsman-Best, 1976
- Platygyra yaeyamaensis Eguchi & Shirai, 1977